# Дебют Наполеона
Дебют Наполеона — шахматный дебют, начинающийся ходами:
1. e2-e4 e7-е5
2. Фd1-f3
Как и в похожей атаке Парэма (2. Фd1-h5), белые надеются поставить детский мат (например, 2. Фd1-f3 Kb8-c6 3. Сf1-c4 Cf8-с5?? 4. Фf3:f7х), но чёрные могут легко его избежать.

## История
Дебют Наполеона назван в честь французского генерала и императора Наполеона Бонапарта, который очень любил играть в шахматы, но играл на уровне любителя. Название вошло в обиход с середины XIX века; Наполеон использовал этот дебют в 1809 году, в партии против шахматного автомата «Турка», за который играл И. Альгайер.

## Оценка
Дебют Наполеона — слабое начало, потому что белый ферзь выводится преждевременно, лишая коня лучшего хода на поле f3. Для сравнения, ход 2. Фd1-h5 выглядит лучше, поскольку чёрные вынуждены сначала защищать свою пешку e5 (обычно 2 …Kb8-c6), а потом, после 3. Cf1-c4 заставляя чёрных играть 3 …g7-g6, фактически подталкивая чёрных делать фианкеттирование вместо более рационального размещения слона.

## Примерные партии
- Наполеон I Бонапарт — шахматный автомат, 1809[4]

1. e4 e5 2. Фf3 Кc6 3. Сc4 Кf6 4. Кe2 Сc5 5. a3 d6 6. O-O Сg4 7. Фd3 Кh5 8. h3 С:e2 9. Ф:e2 Кf4 10. Фe1 Кd4 11. Сb3 К:h3+ 12. Kрh2 Фh4 13. g3 Кf3+ 14. Kрg2 К:e1+ 15. Л:e1 Фg4 16. d3 С:f2 17. Лh1 Ф:g3+ 18. Kрf1 Сd4 19. Kрe2 Фg2+ 20. Kрd1 Ф:h1+ 21. Kрd2 Фg2+ 22. Kрe1 Кg1 23. Кc3 С:c3 24. bc Фe2х.
В ходе игры шахматным автоматом управлял И. Альгайер.
- Матиасен — Баранаускас, Марьямполе, 1996[5]

1. e4 e5 2. Фf3 Сс5 3. Сс4 d6?? 4 Ф:f7х